# پهن‌بال
پهن‌بال (نام علمی: Eurypterus) نام یک سرده از کژدم های دریایی است که بین ۴۳۲ تا ۴۱۸ میلیون سال پیش در دوره سیلورین می زیست پهن پال ها شناخته شده ترین کژدم های دریایی هستند به طوری که ۹۰ درصد از کل فسیل های کشف شده از کژدم های دریایی متعلق به پهن بال ها است بیشتر گونه های کشف شده از پهن بال ها بین ۱۳ تا ۲۳ سانتی متر طول داشته اند اما بزرگ ترین گونه کشف شده حدود ۱.۳ متر طول داشته است.